# Oligocottus
Oligocottus is een geslacht van straalvinnige vissen uit de familie van donderpadden (Cottidae).

## Soorten
De volgende soorten zijn bij het geslacht ingedeeld:
- Oligocottus latifrons (Gilbert & Thompson, 1905)
- Oligocottus maculosus (Girard, 1856)
- Oligocottus rimensis (Greeley, 1899)
- Oligocottus rubellio (Greeley, 1899)
- Oligocottus snyderi (Greeley, 1898)